# Вахитово (станция)
Вахи́тово — узловая станция Казанского отделения Горьковской железной дороги на однопутной линии Казань-1—Ометьево т. н. южного внутригородского железнодорожного хода с однопутным ответвлением к грузовой станции Тихорецкая и далее в аэропорт. Расположена в Ново-Татарской слободе Казани, Приволжском районе города.
На станции имеются одна боковая и одна островная пассажирские платформы. По станции производится грузовая работа с подъездных путей соседних предприятий и южной промзоны Казани, а также скрещение поездов.
На станции останавливаются все пригородные Казанские электропоезда восточного (арского) направления кроме экспресса Казань—Ижевск, а также электропоезда Линии в аэропорт городской электрички южного направления, которая ранее была линией Аэроэкспресса, не имевшей остановки на станции.

## История
Открыта в 1931 году, на линии, достроенной в 1928 году и названа в честь революционера Мулланура Вахитова. Электрифицирована в 1971 году постоянным током напряжением 3 киловольта, в 1985 году изменено на переменный 25 кВ.